# جويس كاري
جويس كاري (بالإنجليزية: Joyce Carey)‏ (30 مارس 1898 - 28 فبراير 1993)، هي مُمثلة أفلام بريطانية (وحملت سابقاً جنسية المملكة المتحدة لبريطانيا العظمى وأيرلندا)، ولدت في 30 مارس 1898 بلندن في المملكة المتحدة، وتوفيت بنفس المكان في 28 فبراير 1993.

## أعمال

### أفلام
- (1942) فيما نخدم
- (1963) كبار الزوار

## وصلات خارجية
- جويس كاري على موقع IMDb (الإنجليزية)
- جويس كاري على موقع ألو سيني (الفرنسية)
- جويس كاري على موقع أول موفي (الإنجليزية)
- جويس كاري على موقع قاعدة بيانات برودواي على الإنترنت (الإنجليزية)
- جويس كاري على موقع قاعدة بيانات الأفلام السويدية (السويدية)
- جويس كاري على موقع قاعدة بيانات الفيلم (الإنجليزية)
- جويس كاري على موقع كينوبويسك (الروسية)